# El Porvenir (Insel)
El Porvenir (spanisch Isla El Porvenir) ist eine kleine flache Insel von Panama im Westen der San-Blas-Inseln im Karibischen Meer.
Auf der Insel liegt der einzige, gleichnamige Ort El Porvenir, Hauptort der panamaischen Comarca Guna Yala.
El Porvenir verfügt über eine 600 m lange Flugpiste El Porvenir Airport (IATA: PVE, ICAO: MPVR) und eine kleine touristische Infrastruktur.